# مجلس الوزراء البحريني 1973
مجلس الوزراء البحريني 1973 أو الحكومة البحرينية الثانية, تشكلت الحكومة في يوم السبت 15 ديسمبر 1973 بموجب المرسوم الأميري رقم 2 لسنة 1973 اللذي أصدره صاحب السمو الشيخ عيسى بن سلمان آل خليفة أمير دولة البحرين أنذاك وذالك بعد أستقالة الحكومة السابقة في يوم الثلثاء 11 ديسمبر 1973 وأصدر صاحب السمو أمير دولة البحرين في يوم الأربعاء 12 ديسمبر 1973 أمر أميري بتعين سمو الشيخ خليفة بن سلمان آل خليفة رئيساً لمجلس الوزراء وتكليفه بترشيح أعضاء الحكومة الجديدة , وأستقالت الحكومة في يوم الأحد 24 أغسطس 1975 بسبب خلافات مع المجلس الوطني وأصدر صاحب السمو أمير دولة البحرين أمر أميري بقبول أستقالة الحكومة وتكليفها بتصريف العاجل حتى تشكيل الحكومة الجديدة

## الأعضاء

### التشكيل الوزاري بعد تعديله في 20 مايو 1974 وحتى أستقالة الحكومة
| الأسم | المنصب                         | تاريخ تولي المنصب |
| --- | ------------------------------ | ----------------- |
| الشيخ خليفة بن سلمان آل خليفة | رئيس مجلس الوزراء              | 15 أغسطس 1971     |
| الشيخ حمد بن عيسى آل خليفة | وزير الدفاع                    | 15 أغسطس 1971     |
| الشيخ عبدالله بن خالد آل خليفة | وزير البلديات والزراعة         | 15 أغسطس 1971     |
| الشيخ محمد بن مبارك آل خليفة | وزير الخارجية                  | 15 أغسطس 1971     |
| الشيخ محمد بن خليفة آل خليفة | وزير الداخلية                  | 15 ديسمبر 1973    |
| جواد سالم العريض | وزير الدولة لشؤون مجلس الوزراء | 15 ديسمبر 1973    |
| محمود أحمد العلوي | وزير المالية والإقتصاد الوطني  | 15 أغسطس 1971     |
| الدكتور علي محمد فخرو | وزير الصحة                     | 15 أغسطس 1971     |
| الدكتور حسين محمد البحارنة | وزير الدولة للشؤون القانونية   | 15 ديسمبر 1973    |
| أبراهيم محمد حميدان | وزير العمل والشؤون الأجتماعية  | 15 ديسمبر 1973    |
| يوسف بن أحمد الشيراوي | وزير التنمية والخدمات الهندسية | 15 أغسطس 1971     |
| طارق عبدالرحمان المؤيد | وزير الإعلام                   | 15 ديسمبر 1973    |
| الشيخ عبدالعزيز بن محمد آل خليفة | وزير التربية والتعليم          | 15 ديسمبر 1973    |
| الشيخ عيسى بن محمد بن عبدالله آل خليفة | وزير العدل                     | 20 مايو 1974      |
| ملاحظة: في 20 مايو 1974 صدر مرسوماً بتعديل وزاري حيث تم تعين الشيخ عيسى بن محمد بن عبدالله آل خليفة وزيراً للعدل خلفاً للشيخ الشيخ خالد بن محمد آل خليفة الذي كان يشغل المنصب منذ 15 أغسطس 1971 |                                |                   |

### التشكيل الوزاري خلال الفترة 15 دديسمبر 1973 حتى 20 مايو 1974
| الأسم                            | المنصب                         | تاريخ تولي المنصب |
| -------------------------------- | ------------------------------ | ----------------- |
| الشيخ خليفة بن سلمان آل خليفة    | رئيس مجلس الوزراء              | 15 أغسطس 1971     |
| الشيخ حمد بن عيسى آل خليفة       | وزير الدفاع                    | 15 أغسطس 1971     |
| الشيخ عبدالله بن خالد آل خليفة   | وزير البلديات والزراعة         | 15 أغسطس 1971     |
| الشيخ محمد بن مبارك آل خليفة     | وزير الخارجية                  | 15 أغسطس 1971     |
| الشيخ محمد بن خليفة آل خليفة     | وزير الداخلية                  | 15 ديسمبر 1973    |
| جواد سالم العريض                 | وزير الدولة لشؤون مجلس الوزراء | 15 ديسمبر 1973    |
| محمود أحمد العلوي                | وزير المالية والإقتصاد الوطني  | 15 أغسطس 1971     |
| الدكتور علي محمد فخرو            | وزير الصحة                     | 15 أغسطس 1971     |
| الدكتور حسين محمد البحارنة       | وزير الدولة للشؤون القانونية   | 15 ديسمبر 1973    |
| أبراهيم محمد حميدان              | وزير العمل والشؤون الأجتماعية  | 15 ديسمبر 1973    |
| يوسف أحمد الشيراوي               | وزير التنمية والخدمات الهندسية | 15 أغسطس 1971     |
| طارق عبدالرحمان المؤيد           | وزير الإعلام                   | 15 ديسمبر 1973    |
| الشيخ عبدالعزيز بن محمد آل خليفة | وزير التربية والتعليم          | 15 ديسمبر 1973    |
| الشيخ خالد بن محمد آل خليفة      | وزير العدل                     | 15 أغسطس 1971     |